# پیست بین‌المللی بحرین

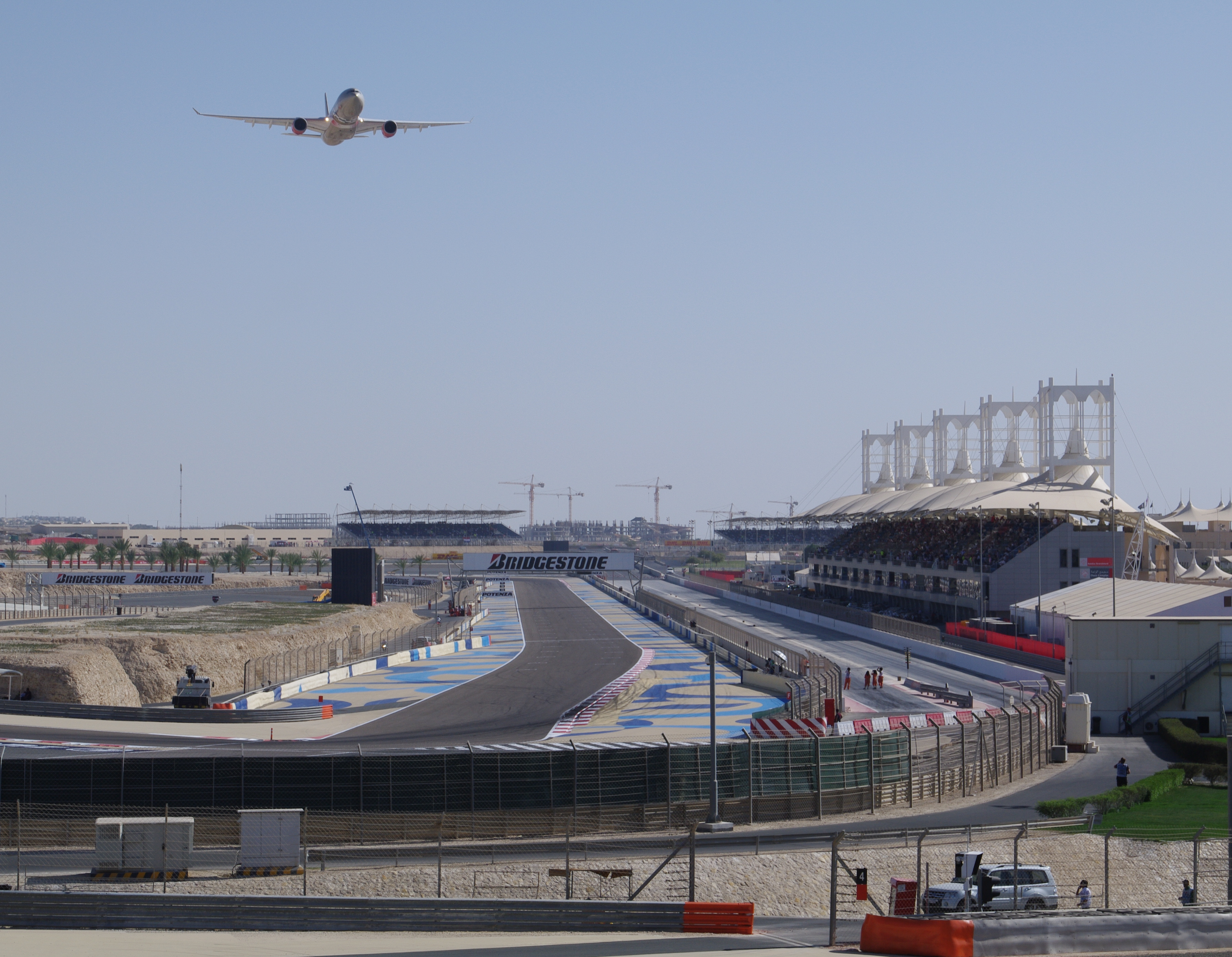

پیست بین‌المللی بحرین یک پیست ورزش‌های موتوری در شهر صخیر، بحرین است.
این پیست که معمولاً برای مسابقات فرمول یک استفاده می‌شود در سال ۲۰۰۴ افتتاح شده و ظرفیت آن ۷۰٬۰۰۰ نفر است. مسابقات جایزه بزرگ بحرین در این پیست برگزار می‌شود.

## طرح‌بندی‌ها

پیکربندی طولانی.استفاده شده برای جایزه بزرگ بحرین ۲۰۱۰
A flat oval
پیکربندی جایزه بزرگ(اصلی)
"Inner Circuit"
پیکربندی بیرونی
"Paddock Circuit"